# セイヤーズ (小惑星)
セイヤーズ (3627 Sayers) は、小惑星帯の小惑星の一つ。ルボシュ・コホーテクがハンブルク天文台で発見した。
イギリスの推理作家、ドロシー・L・セイヤーズに因んで名付けられた。